# Lesbian Herstory Archives
Los Lesbian Herstory Archives (LHA) (Archivos de la historia de las lesbianas) son un archivo, centro comunitario y museo con sede en Nueva York dedicado a preservar la historia de las lesbianas, situado en Park Slope, en Brooklyn. Los archivos contienen la mayor colección del mundo de materiales de y sobre lesbianas.
Los archivos fueron fundados en 1974 por integrantes lesbianas de la Gay Academic Union que habían organizado un grupo para debatir el sexismo dentro de esa organización. Las cofundadoras Joan Nestle, Deborah Edel, Sahli Cavallo, Pamela Oline y Julia Penelope Stanley querían garantizar la protección de las historias de la comunidad lesbiana para las generaciones futuras. Hasta la década de 1990, los archivos se encontraban en la sede de Nestlé en Upper West Side, Manhattan. Con el tiempo, la colección se quedó sin espacio y se trasladó a una casa de piedra caliza que el grupo había adquirido en el barrio de Park Slope, en Brooklyn. Los archivos guardan todo tipo de objetos históricos relacionados con las lesbianas y las organizaciones de lesbianas y han crecido hasta incluir unos 11.000 libros y 1.300 títulos de publicaciones periódicas, así como un número desconocido de fotografías.

## Historia

### La Fundación
Tras los disturbios de Stonewall de 1969, se formaron muchos grupos dentro del Movimiento de liberación LGTB. Joan Nestle atribuye la creación de Lesbian Herstory Archives a los disturbios de Stonewall "y al coraje que encontró su voz en las calles". La Gay Academic Union (GAU) fue fundada en 1973 por un grupo de académicos gays y lesbianas interesados en contribuir al movimiento. Las lesbianas iniciaron un grupo de autoconciencia feminista para discutir sobre el sexismo dentro de la GAU. Las mujeres estaban preocupadas por la facilidad con la que se había perdido la historia de las lesbianas y no querían que historiadores patriarcales la contaran. Joan Nestle se refirió más tarde al impulso de los archivos, escribiendo: "Las raíces de los archivos están en las voces silenciosas, las cartas de amor destruidas, los pronombres cambiados, los diarios cuidadosamente editados, las fotos nunca tomadas, las distorsiones eufemísticas que el patriarcado dejaba pasar..." El lema de Lesbian Herstory Archives es "En memoria de las voces que hemos perdido". La declaración de propósitos original de la organización establecía que la colección nunca debía ser objeto de trueque o venta, que debía albergarse en un espacio de la comunidad de lesbianas dotado de empleadas lesbianas, y que todas las mujeres debían tener acceso a ella.
Los miembros fundadores de Lesbian Herstory Archives tenían antecedentes en el feminismo lésbico y el lesbianismo político e incluían a Joan Nestle, Deborah Edel, Sahli Cavallo, Pamela Oline y Julia Penelope Stanley. La activista lesbiana Mabel Hampton, que había trabajado como limpiadora para la empresa familiar de Nestle cuando ésta crecía, fue también una de las primeras colaboradoras. Se interesaron por la historia social de la comunidad y recopilaron todo tipo de material relacionado con la historia de las lesbianas, independientemente de si la lesbiana era famosa o formaba parte de un grupo marginado. Más tarde, Edel relató cómo bromearían diciendo que si una lesbiana tocaba un objeto, lo recogerían. Los archivos se presentaron en 1974 y se ubicaron en la antesala de un apartamento del Upper West Side perteneciente a Nestle. La ubicación de los archivos originales fue reconocida como Sitio Histórico de los Derechos de la Mujer por el municipio de Manhattan en 2008.
LHA comenzó a producir un boletín, Lesbian Herstory Archives News, en junio de 1975 y abrió sus archivos a la comunidad en 1976. En 1979, LHA se convirtió en una de las primeras organizaciones sin fines de lucro queer en Nueva York cuando se incorporó como Lesbian Herstory Educational Foundation. 

### Traslado a Park Slope
Los archivos acabaron ocupando gran parte del apartamento de Nestlé y fue necesario encontrar un nuevo lugar para los materiales. Tras años de recaudación de fondos, que comenzó en 1985, LHA adquirió cuatro pisos en el 484 14th Street in Park Slope en 1990. Los archivos se trasladaron a su nueva sede en 1992 y la inauguración oficial tuvo lugar en junio de 1993.El número 16 del Boletín de los archivos de Historia Lésbica, de diciembre de 1996, anunciaba que la hipoteca del edificio había sido pagada. En 2021, sus fondos incluyen unos 11.000 libros y 1.300 títulos de publicaciones periódicas, así como un número desconocido de fotografías.

## Organización y exposiciones

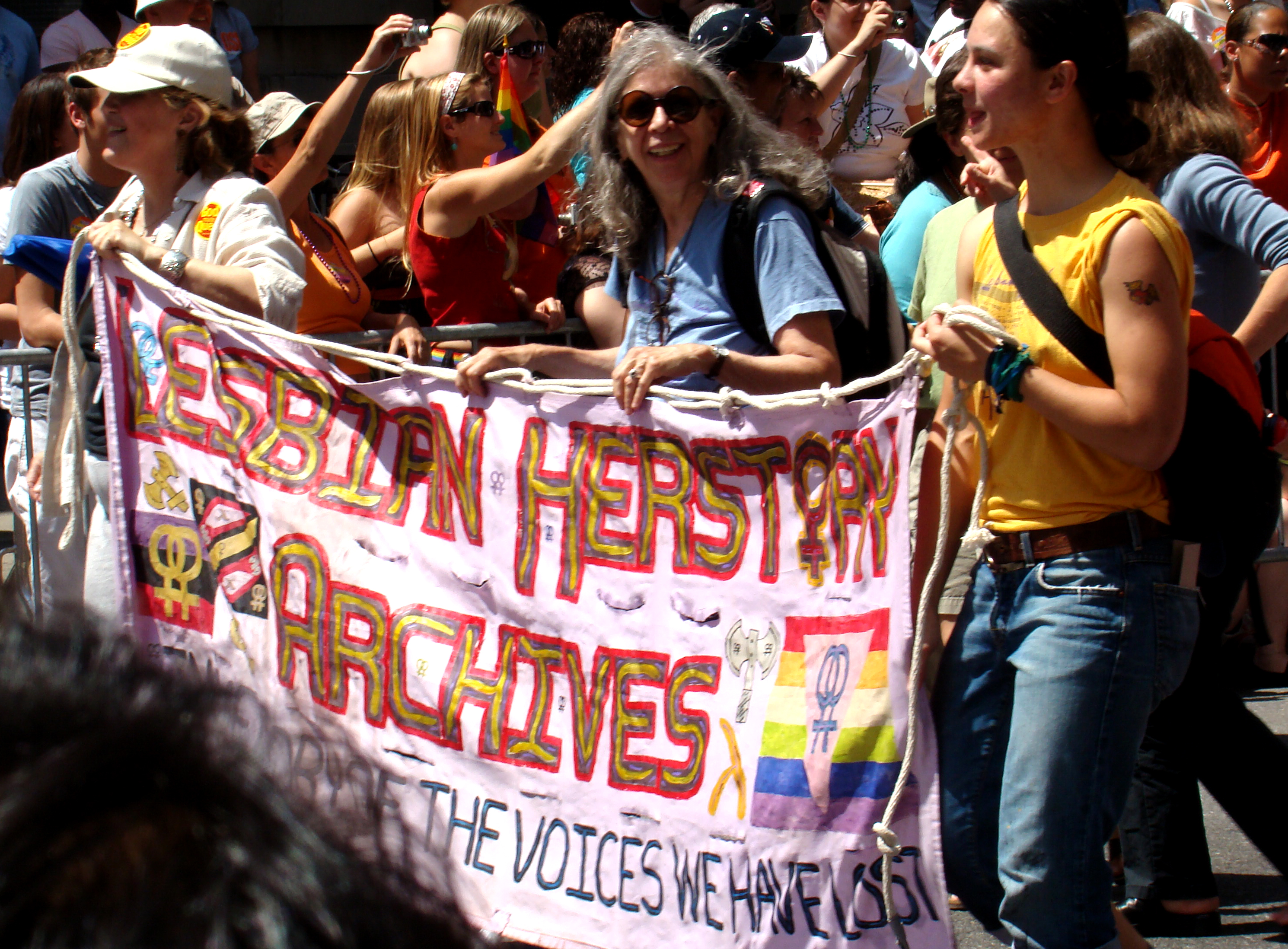
Las mujeres que participaron en la Marcha del Orgullo LGBT de Nueva York en 2007 sostienen una pancarta para los archivos de Historia Lésbica con el lema "En memoria de las voces que hemos perdido"

Los archivos están a cargo de un comité de coordinación que determina qué elementos se aceptan. Están integrados en su totalidad por voluntarios y becarios. LHA organiza eventos en su espacio, que incluyen cursos, charlas, lecturas maratonianas de poesía y un evento anual del Día de San Valentín. Los archiveros de LHA marchan regularmente en la Marcha Dyke de la ciudad de Nueva York y hasta 2014 en la Marcha del Orgullo LGBT.
Durante los primeros años se llevaron muestras de materiales de los archivos a las conferencias. Para preservarlos, se desarrolló una presentación de diapositivas itinerante.

### Colecciones
Los archivos comenzaron con materiales personales donados por las fundadoras. Incluye todo lo escrito por Joan Nestle. Las fundadoras también hicieron un llamado a la donación de materiales y gradualmente aumentaron su colección a lo largo de los años. Hoy en día, la colección contiene todo tipo de objetos y documentos históricos, incluidos papeles, diarios, diarios, fotografías, cintas, carteles, botones, publicaciones periódicas, fanzines, camisetas y videos. Las copias de las películas están disponibles para su visualización en los archivos y los originales se almacenan fuera de las instalaciones en un almacén climatizado.
LHA ha aceptado donaciones de materiales para los archivos a lo largo de su historia. Mabel Hampton donó su extensa colección pulp fiction lésbica en 1976. Los archivos de la Sociedad Histórica de Lesbianas y Gays de Nueva York y del Proyecto de Historia de las Lesbianas se donaron a los archivos tras la disolución de esas organizaciones. Los archivos albergan la Colección Punto Rojo, que consiste en la biblioteca de la sección neoyorquina de las Daughters of Bilitis, la primera organización a nivel nacional de lesbianas en Estados Unidos. La escritora y activista Audre Lorde donó algunos de sus manuscritos y documentos personales a los archivos. La Colección Especial de Marge MacDonald consta de libros, artículos y revistas de ella, que dejó los materiales a LHA en su testamento a pesar de la objeción de su familia, que quería destruirlos. La producción de The L Word donó sus materiales de prensa en 2010.
El sitio web de LHA, que debutó en 1997, ha evolucionado para incluir una colección digital con un recorrido virtual por los archivos. La colección digital está alojada en la Escuela de Información del Instituto Pratt. LHA está en proceso de digitalizar sus colecciones de audio y papel de periódico y las historias orales en vídeo de las Hijas de Bilitis. LHA mantiene más de 1500 archivos temáticos sobre varios temas que microfilmó con la ayuda de Primary Source Microfilm en un conjunto de 175 carretes.